# Manuel Codeso Ruiz
Manuel Codeso Ruiz, (Cádiz, 15 de marzo de 1926-Madrid, 6 de junio de 2005) fue un actor español.

## Biografía
Actor asociado siempre al registro cómico, durante los años 40 y 50, y bajo los auspicios del empresario teatral Mariano Madrid, triunfó sobre los escenarios españoles en espectáculos de revista, formando parte del trío humorístico Zori, Santos y Codeso junto a Tomás Zori y Fernando Santos. Uno de sus éxitos más notables fue La blanca doble, estrenada en Madrid en 1947. En 1952 el trío forma su propia compañía y estrenan Oriente y accidente, de Carlos Llopis, a la que seguiría otro gran triunfo del grupo, Metidos en harina (1953).
En 1962 Manuel Codeso inicia su carrera en solitario. Emprende entonces una carrera cinematográfica no demasiado extensa, que incluye títulos como Aquí mando yo (1966) de Rafael Romero Marchent , El taxi de los conflictos (1969), de Mariano Ozores; Adulterio nacional (1980), de Francisco Lara Palop, De camisa vieja a chaqueta nueva (1982) de Rafael Gil, Espérame en el cielo (1988), de Antonio Mercero, Obra maestra (2000) de David Trueba o Torrente 2: Misión en Marbella (2005), de Santiago Segura.
También desde los años sesenta Codeso actuó en distintas temporadas del Teatro de la Zarzuela de Madrid (tanto en la Compañía Lírica Titular como en la Compañía Lírica Nacional) interpretando títulos como El asombro de Damasco, La calesera, La rosa del azafrán, Los sobrinos del Capitán Grant, El chaleco blanco y La Gran Vía. Una de sus últimas apariciones en dicho teatro fue el mismo año de su fallecimiento en una reposición de la aplaudida producción de La chulapona dirigida por Gerardo Malla.
En televisión interviene en Divertido siglo (1972-1973), de Fernando García de la Vega, El Pícaro (1974), serie protagonizada por Fernando Fernán Gómez, el espacio infantil Los niños no sois tan niños (1976) y en el programa de humor Sumarísimo (1978-1979), de Valerio Lazarov, todos en TVE y en la serie En plena forma (1997), con Alfredo Landa para Antena 3.
También realiza incursiones sobre los escenarios e interpreta por ejemplo, Gol de medianoche (1981), un espectáculo sobre el Mundial de fútbol de 1982; Mata-hari (1983), de Adolfo Marsillach, junto a Concha Velasco; Rudens (1987), de Plauto; Cena para dos (1993), de Santiago Moncada; Antología de la zarzuela madrileña (1999) y La canasta (2002), de Miguel Mihura. Su última obra teatral la representó en 2005 Nadie es perfecto, de Simon Williams en versión de Paco Mir junto a Josema Yuste.
Estuvo unido sentimentalmente desde 1965 a la vedette Milagros Ponti, con la que contrajo matrimonio en 1980.
Muere el 6 de junio de 2005 en Madrid por un infarto cerebral.
Era primo del humorista del mismo nombre artístico Manolo Codeso, integrante del dúo Lussón y Codeso.